# Матвеев, Владимир Иванович (биолог)
Владимир Иванович Матвеев (31 декабря 1934 — 18 октября 2011) — советский и российский учёный, доктор биологических наук, профессор Поволжской государственной социально-гуманитарной академии.

## Биография
С детства Владимир увлекался изучением живой природы. В школе он занимался на станции юннатов при Дворце пионеров и добился ряда успехов: создал большую коллекцию кактусов, прививал их, проводил различные опыты, участвовал в олимпиадах и выставках, в том числе на ВДНХ. Занял первое место на одном их всесоюзных конкурсов и о юном биологе написала «Пионерская правда»
Поступил на факультет естествознания Куйбышевского государственного педагогического института. На первом курсе его заметил В. Е. Тимофеев и пригласил в ботанический кружок. На втором курсе появилась первое научное сообщение Владимира Ивановича, посвящённое особенностям размножения стрелолиста обыкновенного, которое хранится на кафедре ботаники в числе работ членов ботанического кружка за 1955 год.
В 1958 году Матвеев с отличием окончил институт, остался в нём же трудиться лаборантом. Поступил в аспирантуру Саратовского государственного университета, по окончании которой в 1963 году защитил кандидатскую диссертацию на тему «Флора и растительность водоёмов Средней Волги и её притоков».
Вместе со своим учителем и наставником, профессором, заведующим кафедрой ботаники пединститута В. Е. Тимофеевым проехали по всей Средней Волге, изучая её притоки и окрестные озёра, исследуя прибрежно-водную флору. Результатом этой экспедиции стало появление множества публикаций на страницах «Ботанического журнала» о ранее слабо изученном регионе.
В 1983 году Владимир Иванович Матвеев успешно защитил докторскую диссертацию «Динамика растительности водоемов под влиянием природных и антропогенных факторов» в Институте экологии растений и животных Уральского научного центра АН СССР, в том же году он был утверждён в учёной степени доктора биологических наук, а в 1985 году получил звание профессора.
Был организатором создания и научным руководителем учебно-производственной экологической лаборатории при институте. Лаборатория занималась проблемой очистки и доочистки сточных вод с использованием высших растений.

## Научная деятельность
Владимир Матвеев был крупным учёным в области геоботаники, флористики, гидроботаники, экологии и охраны окружающей среды. Им была разработана система элементарных территориальных единиц надфитоценотического уровня для растительности водоёмов. Изучалась их экология, внутренняя организация, возрастные особенности, динамические тенденции. Также была создана классификация террасовых озёр-стариц. Работал над вопросами освоения территории мелководий водоёмов волжского бассейна.
Даже находясь на административной работе, продолжал заниматься научной деятельностью, публиковал научные статьи, учебные пособия, писал монографии. Участвовал в научных конференциях, в том числе международных.
Всего он опубликовал более 300 научных работ, в том числе обширные «Флора водоёмов Средней Волги и её притоков» (1969), «Растительность естественных водоёмов бассейна Средней Волги» (1973), «Динамика растительности водоёмов бассейна Средней Волги» (1990), «Водяной орех: проблемы восстановления ареала вида» (в соавторстве с М. П. Шиловым) (1996), «Дикий рис: экология, биология, практическое значение» (в соавторстве с В. В. Соловьёвой) (1997), «Экология водных растений» (2004) (в соавторстве с В. В. Соловьёвой, С. В. Саксоновым).
Также он является автором книг и методических пособий: «Водные растения Куйбышевской
области» (1964), «Водные растения как объект изучения в школе» (1979), «Природа Самарской Луки» (1986), «Растения Самарской области, занесённые в Красную книгу РСФСР» (1999), «Атлас Самарской области» (1999), «Ботаническое краеведение» (2000) и других.

## Педагогическая деятельность
Десять лет, с 1983 по 1993 год, Матвеев являлся деканом биолого-химического факультета, позднее был проректором по научной работе.
Читал лекции по ботанике, биогеографии, охране окружающей среды. Был отличным лектором, занятия которого весьма ценились студентами. Свои лекции он умело иллюстрировал собственными слайдами, сделанными в ходе многочисленных путешествий. В 2004 году он издал книгу «Записки путешественника-биогеографа», в которой писал так:
В прежние годы я много путешествовал и побывал в различных уголках России от Ледовитого океана до Чёрного моря, от Карелии до Дальнего
Востока. Был в Крыму и на Кавказе, во всех республиках бывшего СССР, в Западной и Восточной Сибири и на Урале. В отпуск выезжал в экспедиции с самарскими археологами, участвовал в раскопках древних курганов. Восемь лет выезжал в Прикаспий. Совершил восхождение к вечным снегам, последним из них был подъём на Заилийский Алатау… В странах дальнего зарубежья побывал в Индии, на Цейлоне, в Болгарии на Кубе и в Египте
С 1993 года руководил аспирантурой, в числе учеников Матвеева были В. В. Соловьёва, С. В. Саксонов, А. А. Семёнов, А. Е. Митрошенкова, Н. И. Симонова, Н. В. Иванова. Также являлся членом советов по защите кандидатских диссертаций при Самарском государственном университете и докторских диссертаций при Институте экологии волжского бассейна РАН и Поволжской социально-гуманитарной академии.

## Общественная деятельность
С 1965 года Владимир Матвеев являлся членом Самарского отделения Русского ботанического общества, долгие годы являлся его председателем, входил в состав Центрального Совета РБО. Участвовал в работе секции охраняемых природных территорий Самарского областного совета Всероссийского общества охраны природы. Он принимал участие в работе по выявлению и описанию нескольких десятков памятников природы Самарской области.
Был членом комиссии по присуждению областных премий за исследования в области науки и
техники.

## Награды и звания
Награждён медалью «Ветеран труда», медалью «За вклад в наследие народов России» (2003), почётной грамотой Министерства просвещения РСФСР и республиканского Комитета профсоюза работников просвещения, знаком «За отличные успехи в работе в области высшего образования СССР».
Почётный работник высшего профессионального образования Российской Федерации (2004).
Был почётным членом Самарского отделения общества охраны природы, академиком Российской экологической академии, членом-корреспондентом РАЕН.